# 林達志
林 達志（はやし たつし）は、日本の作曲家、編曲家、ギタリスト。

## 作品
2002年
- ウルトラキャッツ「二人の時間」作曲

2006年
- DUSTZ「Missing」作曲

2008年
- DUSTZ「Future」作曲
- 「忘れられない魔女の歌」作曲・編曲
- ファンタズム（FES cv.榊原ゆい）「グラジオール」「罪過に契約の血を」「磔のミサ」「遙かなるイディヨナ」作曲・編曲

2009年
- ファンタズム（FES cv.榊原ゆい）「アレルイヤの福音」「密教の首飾り」「闇に光を灯す者」「運命のファルファッラ」「マスカレード 〜ノア第三章列王新世紀編より〜」作曲・編曲
- ファンタズム（FES cv.榊原ゆい）「贖罪のエロティカ」「嘆きのアラベスク」編曲
- 岸本あやせ（榊原ゆい）「心の闇を切り裂いて」編曲
- 大橋利恵「Get the Door」作曲・横山克と共同編曲
- レイナ（川澄綾子）、トモエ（能登麻美子）、ナナエル（平野綾）「思い出と約束」作曲・横山克と共同編曲
- メローナ（釘宮理恵）、メナス（後藤邑子）、アイリ（伊藤かな恵）「buddy-body」作曲・編曲
- 後藤邑子「Amara」作曲
- 宮崎羽衣「小夜月」編曲

2010年
- Zwei「Forever More」作曲・編曲
- Zwei「メフィストフェレスの黙示」編曲
- 来海えりか/キュアマリン（水沢史絵）「More Smiles,More Happiness」作曲・編曲
- ファンタズム（FES cv.榊原ゆい）「イノセンス」「祈りのヴィオレット」作曲・編曲
- 「美闘士カーニバル 〜たおれる時は前向きに〜」作曲・編曲

2011年
- ファンタズム（FES cv.榊原ゆい）「翡翠のカヴィリエーレ」「EUPHORIA〜償いのレクイエム〜」「刻司ル十二ノ盟約」「麗しきセデュース」「空と地上のクレアシオン」作曲・編曲
- ファンタズム（FES cv.榊原ゆい）「プレギエーラの月夜に」「深淵のルミエラ」編曲
- 飛鳥（原田ひとみ）、斑鳩（今井麻美）、葛城（小林ゆう）、柳生（水橋かおり）、雲雀（井口裕香）「乱れ咲き」作曲・編曲
- 近藤あいる「真影」作曲・編曲
- 歩河みぃな、藤崎さや香「LOVE×Station」編曲
- CHARIS「Teenage Crisis」「 Beauty Fly」作曲・編曲

2012年
- 榊原ゆい「Fractal」「Sun shower」「LOVE☆FIRE!」「Desire」編曲
- ファンタズム（FES cv.榊原ゆい）「鋼の鎧纏う、三百の大司祭」作曲・編曲
- ファンタズム（FES cv.榊原ゆい）「群青ヴァレンシア」編曲

2013年
- 飛鳥（原田ひとみ）、雪泉（原由実）「華々の覚悟」作曲・編曲
- 焔（喜多村英梨）、雅緋（平田宏美）「月光」作曲・編曲
- 榊原ゆい「Kyuru-Run☆Star」作曲・編曲

2014年
- ファンタズム（FES cv.榊原ゆい）「月蝕のヴァニタス」作曲・編曲
- エーコ（伊瀬茉莉也）「二人のアストロメトリー」作曲・編曲
- シルヴィア（佐倉綾音）「“姫様”は大変なのだ！」作曲・編曲
- レベッカ（井上麻里奈）「Scarlet Empress」作曲・編曲
- ルッカ・サーリネン（大亀あすか）「妖精演舞」作曲
- ジェシカ・ヴァレンタイン（花澤香菜）「愛のSilver Knight Story」作曲
- アーニャ（下田麻美）「w.w.w?」作曲・編曲
- 国立半蔵学院[メンバー 1]「光と闇の彼方」作曲・編曲
- 飛鳥（原田ひとみ）、焔（喜多村英梨）「真紅」作曲・編曲

2015年
- 飛鳥（原田ひとみ）、雪泉（原由実）「SUNSHINE FES」作曲・編曲
- 両備（日笠陽子）「夏火」作曲・編曲
- 原田ひとみ「BLIND DRIVE」作曲・編曲
- 榊原ゆい「Endless Fighter」「Marveric」「Reincarnation」「Acceptance」作曲・編曲
- Iyo「双牙 –Cleave The Darkness–」作曲・編曲

2016年
- アフィリア・サーガ「Castaway～神話が生まれるよりずっと前から～」編曲

2017年
- 飛鳥（原田ひとみ）、雪泉（原由実）「RAINBOW KISS」作曲・編曲
- VALSHE「ツリーダイアグラム」作曲・編曲

2018年
- ファンタズム（FES cv.榊原ゆい）「アニーの指輪」作曲・編曲

### ユニットメンバー
1. ↑  飛鳥（原田ひとみ）、斑鳩（今井麻美）、葛城（小林ゆう）、柳生（水橋かおり）、雲雀（井口裕香）